# Txatxalaca de Jalisco
La txatxalaca de Jalisco (Ortalis poliocephala) és una espècie d'ocell de la família dels cràcids (Cracidae). Aquest txatxalaca habita boscos decidus de les terres baixes de l'oest i sud-oest de Mèxic.